# The Guardian
The Guardian (angleško: »Varuh«) je britanski dnevni časopis s sedežem uredništva v Londonu, ki je začel izhajali leta 1821 pod naslovom The Manchester Guardian, od leta 1959 pa ima sedanje ime. The Guardian in njegovi sestrski izdaji, The Observer in The Guardian Weekly, izhajajo pod okriljem podjetja Guardian Media Group, ki je v lasti sklada Scott Trust Limited, ki od leta 2008 deluje kot družba z omejeno odgovornostjo. Sklad je bil ustanovljen leta 1936, da bi »zavaroval finančno in uredniško neodvisnost Guardiana ter zaščitil novinarsko svobodo in liberalne vrednote Guardiana pred komercialnim ali političnim vmešavanjem«. Sklad po lastnih pravilih ne izplačuje dobičkov lastnikom in delničarjem, temveč jih investira nazaj v osnovno dejavnost. The Guardian izhaja šest dni v tednu, poleg osnovne še avstralska, ameriška in mednarodna izdaja.
Po politični usmeritvi spada na levo sredino in ima sloves platforme za liberalne kolumne ter uvodnike. Uredništvo tradicionalno podpira laburiste, redni bralci pa volijo predvsem laburiste in socialne demokrate. Nekoliko slabšalna stereotipna oznaka »bralec Guardiana« oz. »Guardianista« pomeni nekoga, ki je levo liberalno usmerjen in veliko da na politično korektnost, kritiki z nasprotnega političnega pola pa z njo namigujejo, da časopis zagovarja radikalni marksizem (izraz »Guardianista« je izpeljanka besede »Sandinista«, ki označuje levičarske upornike proti ameriški okupaciji Nikaragve v 1930. letih). V času ročnega stavljenja v tisku je bil časopis znan tudi po pogostih tiskarskih napakah, zaradi česar so ga pri satiričnem časopisu Private Eye v 1970. letih prekrstili v »Grauniad«. Ta vzdevek je uredništvo posvojilo in se z njim pogosto norčujejo sami iz sebe.
Podobno kot pri ostalih tiskanih dnevnikih v državi se izdajatelj že od začetka 2000. let sooča z upadanjem naklade in izgubami, kar je predvsem posledica preusmeritve bralcev na digitalne platforme in razmaha brezplačnikov. Guardianova dnevna naklada je samo v obdobju 2008–2014 padla s 350.000 na 180.000 izvodov. Izdajatelj je v tem obdobju poročal o več kot 50-milijonski izgubi letno. Prilagodil se je z zagonom spletne izdaje, ki ima med Britanci sloves enega najverodostojnejših virov informacij in je imel leta 2012 doseg 50 milijonov uporabnikov ali 250-krat več od tiskane izdaje, a z njim ne pokriva izgube. Zaradi varčevanja je izdajatelj v letih 2005 in 2016 dvakrat zmanjšal format, tako da časopis zdaj izhaja v tabloidnem formatu, ni pa se odločil za plačljiv dostop do spletne izdaje. Stroške slednje poskuša namesto tega pokrivati s prostovoljnimi članarinami in donacijami (poleg oglaševanja).
Med pomembnejšimi razkritji Guardianovih novinarjev v novejšem času so škandal z vdori v telefonske linije in podkupovanjem policistov, ki je leta 2011 vodil v ukinitev najbolj znanega britanskega tabloida News of the World, depeše ameriškega veleposlaništva, ki jih je pridobila organizacija WikiLeaks (2010), in skrivni program nadzora telefonskih klicev, ki ga je izvajala ameriška tajna služba CIA po ukazu administracije predsednika Baracka Obame in ga je časopisu naznanil žvižgač Edward Snowden (2013). Guardianovi preiskovalni novinarji so bili tudi pomemben del mednarodnega konzorcija, ki je preiskoval t. i. »panamske dokumente« o skrivnih finančnih transakcijah vplivnih ljudi.